# Nocą w Belgradzie
Nocą w Belgradzie – singel polskiej wokalistki Reginy Bielskiej.
Melodia piosenki ze strony A jest autorstwa radzieckiego kompozytora Marka Fredkina. Słowa piosenki napisał Henryk Hubert. 
Utwór ze strony B skomponował Romuald Milner, słowa napisała Krystyna Chudowolska. Piosenkarce towarzyszył Zespół instrumentalny pod kierownictwem Romualda Milnera.
Winylowy, 7. calowy singel odtwarzany z prędkością 45 obr./min. wydany został w latach 50. XX w. przez Polskie Nagrania Warszawa, na naklejce płyty widnieje nazwa producenta/wytwórcy: Pronit. Płyta otrzymała numer katalogowy SP 134. (Matrix: strona 1 - M-4SP-10654, strona 2 - M-4SP-10655).

## Muzycy
- Regina Bielska – śpiew
- zespół instrumentalny Romualda Milnera

## Lista utworów
Strona A
1. „Nocą w Belgradzie”  3:45

Strona B
1. „Kamyk w pantofelku”